# Euroregion Alpi-Mediterraneo/Alpes-Méditerranée

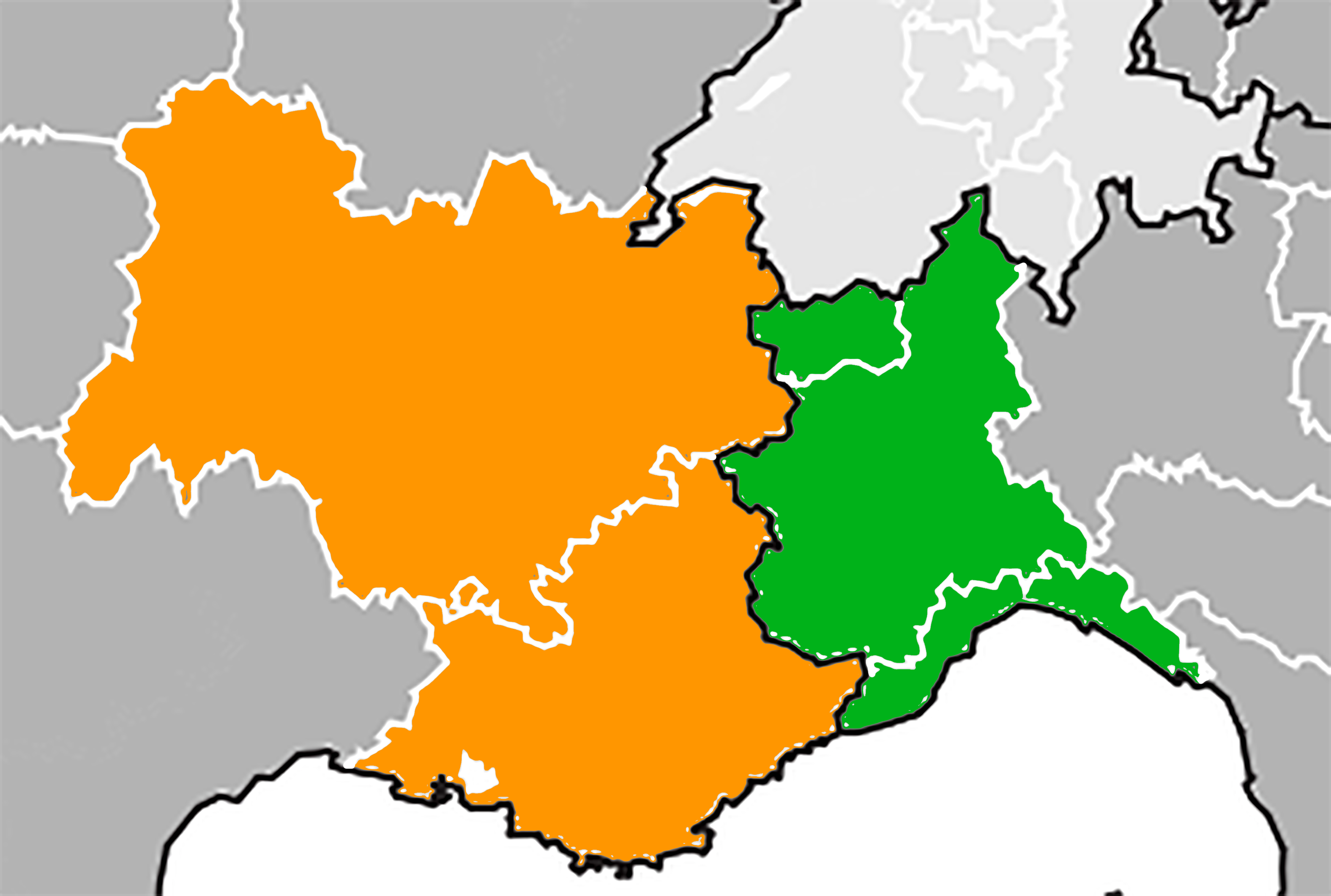
Karte der Euroregion Alpi-Mediterraneo/Alpes-Méditerranée (orange: Regionen Auvergne-Rhône-Alpes und Provence-Alpes-Côte d’Azur; grün: Regionen Piemont, Ligurien und Aostatal)

Die Euroregion Alpi-Mediterraneo/Alpes-Méditerranée ist eine Europaregion, die am 10. Juli 2006 zwischen Italien und Frankreich zur Verbesserung der grenzüberschreitenden Zusammenarbeit gegründet wurde. Zur Euroregion gehören die italienischen Regionen Piemont, Ligurien und Aostatal und die französischen Regionen Auvergne-Rhône-Alpes und Provence-Alpes-Côte d’Azur mit insgesamt etwa 19,1 Millionen Einwohnern.